# EXIT TUNES PRESENTS Vocaloanthems feat.初音ミク
『EXIT TUNES PRESENTS Vocaloanthems feat.初音ミク』（エグジット・チューンズ・プレゼンツ ボカロアンセムズ フィーチャリング・はつねミク）は、2010年9月15日に発売された、初音ミクなどの音声合成ソフトをボーカルに用いた楽曲を集めたコンピレーション・アルバム。発売元はEXIT TUNES、販売元はポニーキャニオン。
キャッチコピーは「初音ミク、歌声は「創世」（Genesis）から「賛歌」（Anthems）になる。」。

## 概要
VOCALOIDエンジンを利用した音声合成ソフトを用いて制作された人気ボーカル曲を再マスタリング・高音質化、書き下ろし曲及び新アレンジバージョンのものと合わせ計18曲を収録している。アルバムのタイトルでは「feat.初音ミク」となっているが、MEIKO、KAITO、鏡音リン・レン、巡音ルカといった初音ミク以外のVOCALOIDを用いた楽曲に加え、ボーナス・トラックとしてUTAUのライブラリ重音テトを用いた楽曲も収録されている。ジャケットイラストはredjuiceが担当した。また、公式サイト内のスペシャルコンテンツとしてCHAN×COがイラストを担当したゲーム「上海」などが公開されている。

## 収録曲
1. Just Be Friends
  - Dixie Flatline feat. 巡音ルカ（作曲・作詞：Dixie Flatline）
2. 鏡音レンの暴走
  - cosMo@暴走P feat. 鏡音レン（作曲・作詞：cosMo@暴走P）
3. ワンダーランドと羊の歌
  - ハチ feat. 初音ミク（作詞・作曲：ハチ）
4. 俺のロードローラーだッ!
  - おやつP（名誉会長P）feat. 鏡音リン・レン（作曲・作詞：名誉会長P）
5. More drive
  - ラマーズP×azuma feat. 巡音ルカ、鏡音リン（作曲・作詞：ラマーズP、編曲：azuma）
    - ラマーズPとazumaの合作による書き下ろし曲。
6. 絵本『人柱アリス』
  - 雪那（歪P）feat. 初音ミク、鏡音リン・レン、MEIKO、KAITO（作曲・作詞：雪那（歪P））
7. 悪食娘コンチータ
  - mothy_悪ノP feat. MEIKO（作曲・作詞：mothy）
    - mothyのアルバムである『悪ノ王国 〜Evils Kingdom〜』にも収録されている。
    - ここには記されていないが、鏡音リン・レンも使用している[注 1]。
8. ひとりかくれんぼ
  - cosMo@暴走P×デッドボールP feat. 初音ミク（作曲・作詞：デッドボールP 編曲：cosMo@暴走P）
    - cosMo@暴走PとデッドボールPの合作による書き下ろし曲。
9. 時忘人
  - 仕事してP feat. KAITO（作曲・作詞：仕事してP）
10. 桜前線異常ナシ
  - ワタルP feat. 初音ミク（作曲・作詞：ワタル）
11. え?あぁ、そう。
  - 蝶々P feat. 初音ミク（作曲・作詞：papiyon）
12. 右肩の蝶
  - のりぴー feat.鏡音リン（作曲：のりぴー、作詞：水野悠良）
13. メランコリック
  - Junky feat. 鏡音リン（作曲・作詞：Junky）
    - コンピレーション・アルバム『Vocaloid Love Songs～Girls Side～』にも収録されている。
14. SETSUNA
  - SHIKI feat. 初音ミク（作曲・作詞：SHIKI、編曲：amyu）
    - PlayStation Portable専用ソフト『初音ミク -Project DIVA-』の公募で採用された楽曲。
15. タイムマシン
  - 1640mP（164×40mP） feat. 初音ミク（作曲：40mP、作詞：164、編曲：1640mP）
    - 164と40mPの合作による書き下ろし曲。
16. はやぶさ
  - SHO（キセノンP） feat. 初音ミク（作曲・作詞：SHO）
    - 2010年6月に帰還した探査機『はやぶさ』を題材とした楽曲。
17. Starduster
  - ジミーサムP feat. 初音ミク（作曲・作詞：ジミーサムP）
    - コンピレーション・アルバム『EXIT TUNES PRESENTS Supernova』にも収録されている。
18. おちゃめ機能 -Full ver.- 
  - ゴジマジP feat. 重音テト（作曲・作詞：ゴジマジP）
    - ボーナス・トラック。ラマーズPがゴジマジP名義で発表した楽曲。重音テト単体の楽曲としては本アルバムでメジャーデビューとなる[1]。